# Castillo de Landsberg (Meiningen)
El castillo de Landsberg (en alemán: Schloss Landsberg) es un castillo alemán situado a las afueras de Meiningen, al sur de Turingia (norte de la región histórica de Franconia), conocido por haber sido destino turístico durante la mayor parte del siglo XX y un hotel de lujo hasta 2014. Anteriormente, en el siglo XIX, fue la residencia de verano favorita de los duques de Sajonia-Meiningen.
Este castillo de colina de estilo neogótico, construido en la primera mitad del siglo XIX sobre las ruinas de una fortaleza de los siglos XII-XVI, está situado en lo alto de un monte de 378 metros de altura, que se adentra en el valle del Werra (Werratal), rodeado de una espesa arboleda. Desde 2016, es propiedad de un consorcio chino, que pretende reabrirlo como hotel de lujo.

## Arquitectura
El castillo presenta una arquitectura neogótica inspirada en las residencias aristocráticas inglesas del siglo XIX, rodeado de una muralla almenada que junto a sus tres torres le confiere un aspecto militar medieval, parte de la idealización romántica de esa época en Alemania. El edificio principal se encuentra al norte de la casa del guarda colina arriba (a su derecha), bordeado en este lado por dos de las torres, una redonda con una cúpula cónica puntiaguda y la otra octogonal, rematada con una plataforma almenada (también octogonal).
Un corto tramo de escaleras anchas conduce a las salas inferiores, que albergan la taberna del castillo (Burgschänke), desde donde un tramo de escaleras adyacente, adornado con una balaustrada de piedra decorada, conduce arriba hacia la entrada principal en el lado este del castillo. Desde aquí se accede a la Sala de la Armería, con su techo de paneles de madera de roble y, a continuación, se cruza a través de un pasillo a la Sala de los Caballeros (Rittersaal). Este espacio neogótico, cuyos techos y paredes están realizados en madera de roble adornada con relieves (especialmente los paneles del techo), ofrece una decoración variada que incluye ocho grandes murales que representan acontecimientos de la historia de la dinastía Wettin en Sajonia y Turingia, obra de Wilhelm Lindenschmit el Viejo.
Más allá de las dos grandes salas, el edificio alberga cámaras y suites lujosamente decoradas, incluida la Suite Nupcial (Hochzeitssuite) adornada en color dorado. Junto a la Sala de los Caballeros se encuentra la entrada a la torre principal, cuya escalera de caracol de cien peldaños conduce a la plataforma superior en el tejado de la torre, conocida como Löwenerker (‘mirador del León’). Esta redonda superficie almenada ofrece unas amplias vistas de los distritos del norte de Meiningen, Walldorf (en el valle del Werra), las cimas del Rhön y hasta el Dolmar.
Detrás del edificio principal, hacia el sur, se encuentra el patio del castillo con una típica fuente, al que se une la casa del administrador del castillo. Entre ella y la puerta que conforma el extremo sur del complejo, se encuentra integrado en la muralla el torreón del antiguo castillo de Landeswehre (en posición inclinada). El recinto cuenta con otras pequeñas torres redondas con tejados cónicos, murallas y distintos elementos decorativos. Sus techos incluyen bóvedas de crucería al estilo gótico alemán. 

## Historia

### Castillo de Landeswehre
La primera mención documentada de un castillo en este lugar data de 1129, haciendo referencia al castillo de Landeswehre (anterior al castillo actual). Erigido sobre la colina homónima, al norte de Meiningen, servía para controlar y proteger las arterias estratégicas de la región, a saber, las rutas comerciales hacia Wurzburgo y Fulda, la carretera de Werratal hacia Bad Salzungen (lugar de importantes minas de sal), el vado del Werra a la altura de Walldorf y el acceso a Meiningen. También tenía en su posesión los dominios de una gran finca al pie de la colina.
El 13 de mayo de 1525, en el marco de la guerra de los Campesinos, los aldeanos, tras subir el Werra río arriba, asaltaron el castillo y lo destruyeron. Solo quedaron en pie la torre del homenaje y partes de la muralla, dejando el castillo de Landeswehre permanentemente inhabitable. El lugar quedó completamente devastado después de que gran parte de las ruinas se convirtieran entre 1682 y 1692 en fuente de material de construcción para el palacio de Elisabethenburg, que se construía para servir de residencia de los duques de Sajonia-Meiningen. El mismo torreón quedó inclinado tras una explosión provocada en 1685 con este fin.

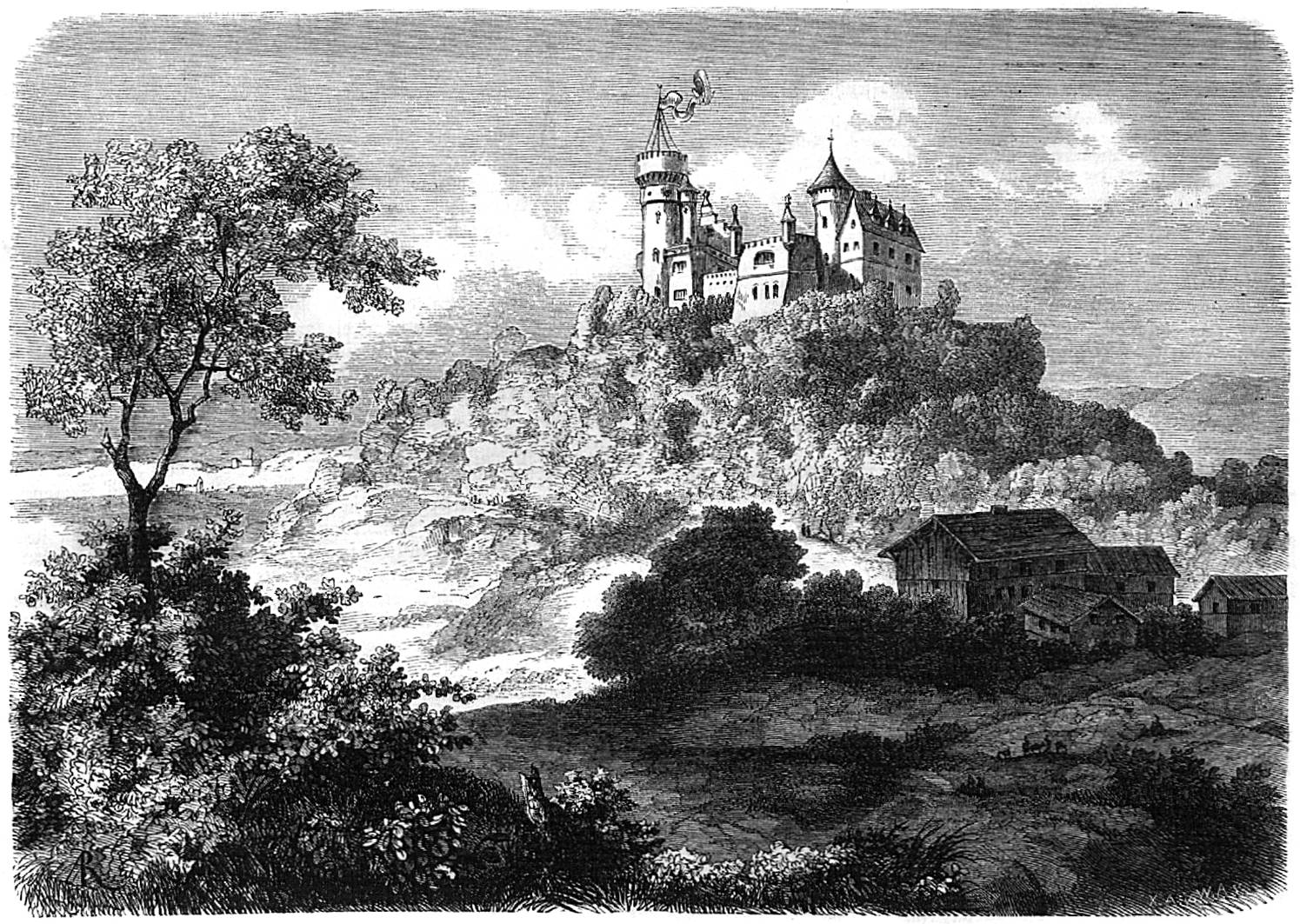
Representación pictórica del castillo, 1858.

### Castillo de Landsberg
En 1836, el duque Bernardo II de Sajonia-Meiningen adquirió el monte (Landsberg) y los terrenos asociados a la finca. Inspirado por las residencias aristócratas que vio en Inglaterra en sus visitas a su hermana Adelaida, reina consorte del Reino Unido, en 1840 ordenó construir un nuevo castillo neogótico sobre las ruinas del castillo de Landeswehre. El diseño y realización del proyecto se encargaron a los arquitectos Carl Alexander Heideloff y August Wilhelm Döbner, siguiendo los planos del arquitecto inglés Jeffry Wyatville, elegido para la ocasión por la misma Adelaida, quien pagó también parte de los costes del proyecto. Lo poco que quedó del castillo anterior se integró en el conjunto del ahora castillo de Landsberg, incluido el torreón inclinado.
Dos años después (1842), la finca a pie del monte y su dominio se independizó del castillo, convirtiéndose en una extensa granja lechera al estilo suizo que constaba de una casa solariega, graneros, establos, cobertizos para carruajes y otras estructuras.

#### SiglosXX-XXI: hotel y turismo

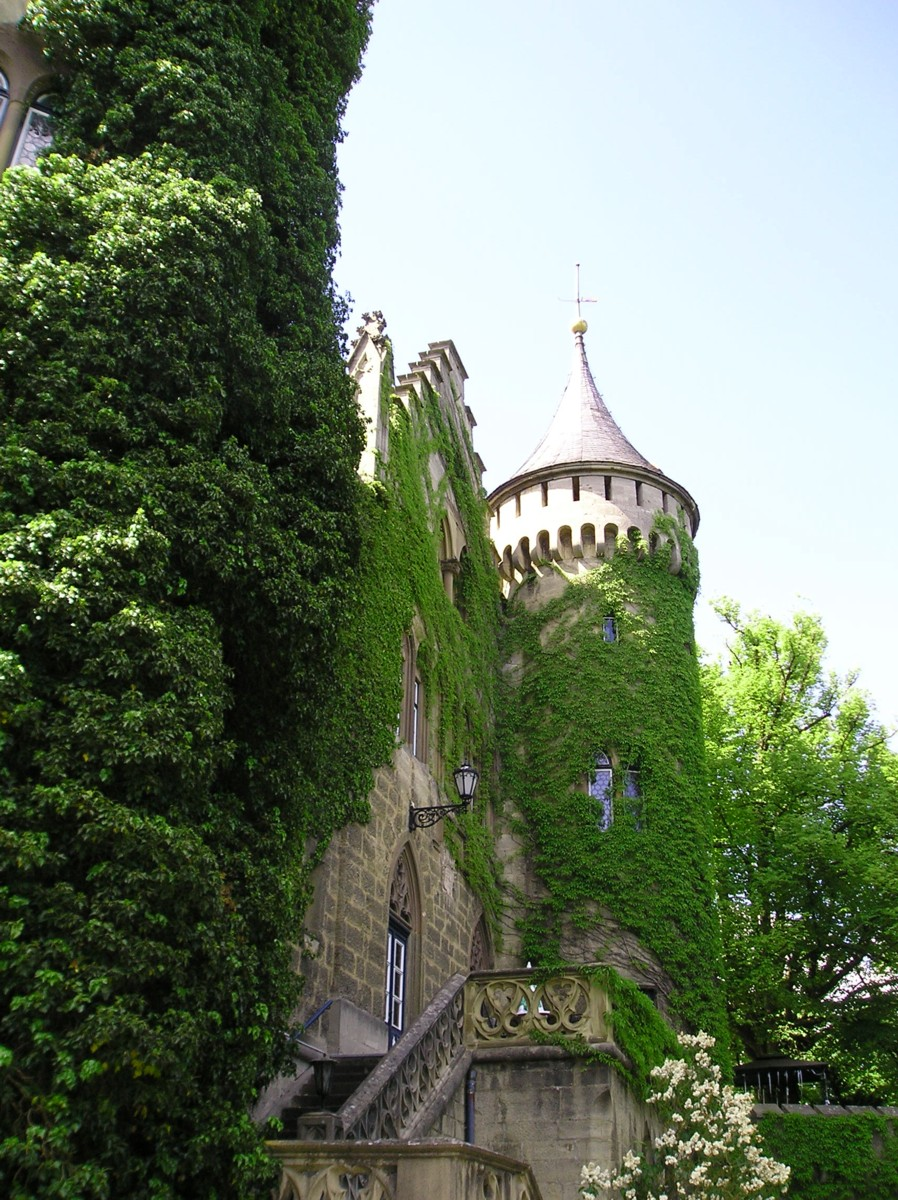
Entrada oriental

Antes de la Primera Guerra Mundial, el castillo era un destino popular de excursionistas. En 1920, pasó a ser propiedad privada —primero de un empresario neoyorquino y luego de un comerciante berlinés—, con lo que dejó de ser accesible al público hasta 1945. Tras un breve uso como residencia de ancianos e institución educativa, a partir de la década de 1960 se convirtió en restaurante para excursionistas, que, entre 1975 y 1978 se reformaría para servir como hotel de lujo, regentado por la Handelsorganisation. Durante los años de la República Democrática Alemana (Alemania Oriental), el hotel gozó de gran popularidad entre diplomáticos y embajadores debido a su arquitectura y ubicación privilegiada. Entre los huéspedes más conocidos durante esa época figuraban los grupos Hot Chocolate y Boney M. En 1978, se inauguró el Hotel Schloss Landsberg.

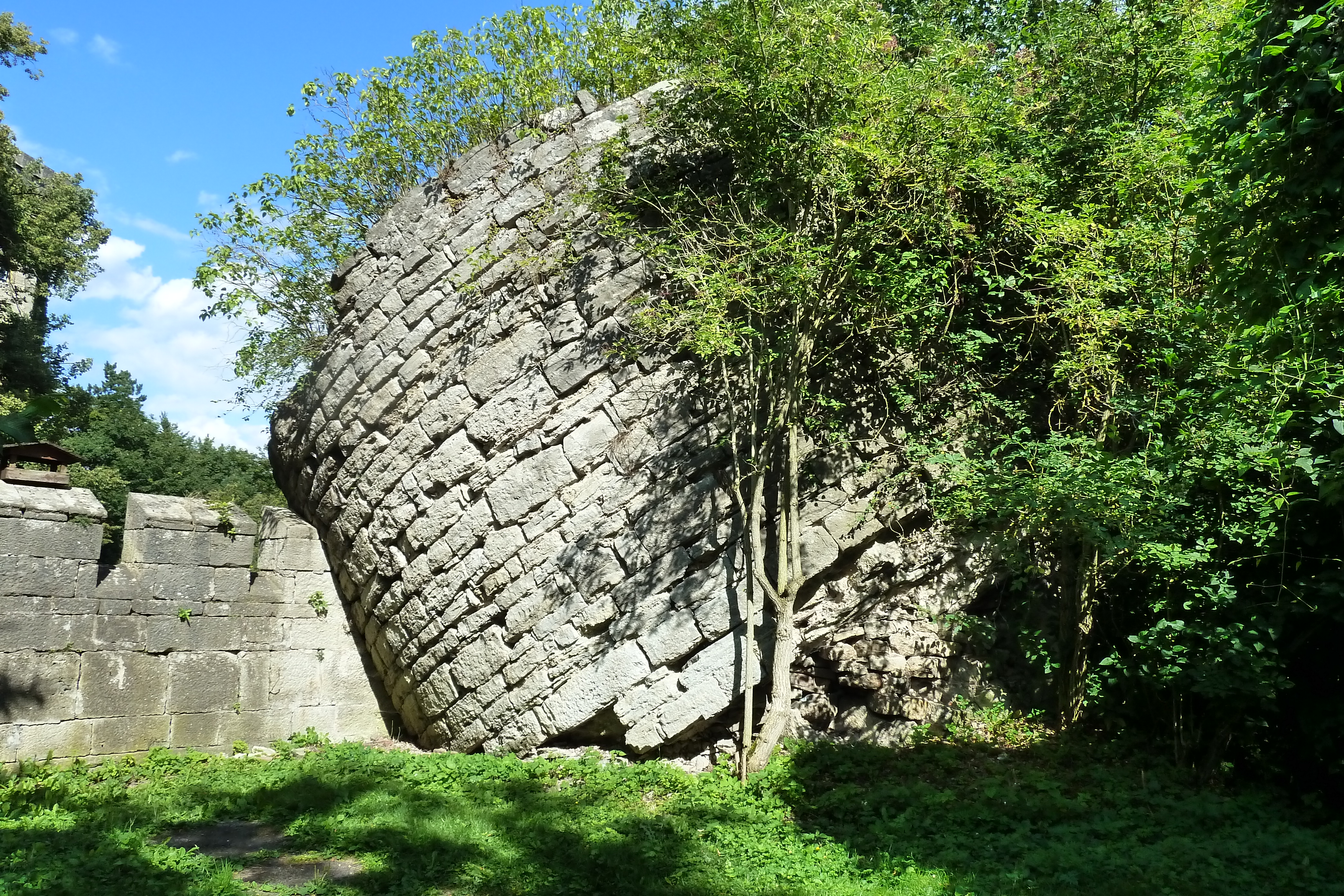
El torreón del antiguo castillo de Landeswehre, inclinado tras una explosión provocada en 1685.

Entre 1991 y 1996, tanto el castillo como el hotel que ocupaba sus dependencias pasaron a ser propiedad de Friedrich-Ernst de Sajonia-Meiningen (heredero al título familiar). En marzo de 1997, la empresa hotelera Meininger Hotels mit Flair GmbH se hizo cargo del castillo y del hotel con una inversión que, en 2004, permitió la realización de amplias obras de renovación y modernización. A principios de 2008, el castillo se convirtió en la fundación sin ánimo de lucro Meininger Baudenkmäler tras recibir el estatus de edificio protegido (aunque abierto al uso comercial). En su última etapa, el lugar fue destino popular de parejas de novios de toda Alemania, atraídas por su arquitectura fabulosa, tanto que en 2005 el ayuntamiento de Meiningen abrió en el recinto una sucursal del registro civil para la celebración de bodas civiles. Uno de los episodios de la miniserie Cuatro bodas y un viaje de ensueño del canal de televisión VOX se rodó en este lugar.
Antes de cerrar en 2014, el hotel contaba con 13 habitaciones dobles y 7 suites, incluida una suite nupcial instalada en la sala homónima. Un ascensor, aún existente a día de hoy, facilitaba el acceso a todas las habitaciones salvo las de la planta del mirador. El hotel ofrecía dos restaurantes, el Rittersaal —instalado en la Sala de los Caballeros, cuyo nombre adoptó— y el Burgschänke, una taberna con salida al patio convertido en un Biergarten (o Bierkeller, una terraza al aire libre donde se sirve cerveza y aperitivos). El establecimiento también contaba con un bar en la torre principal.

## Actualidad

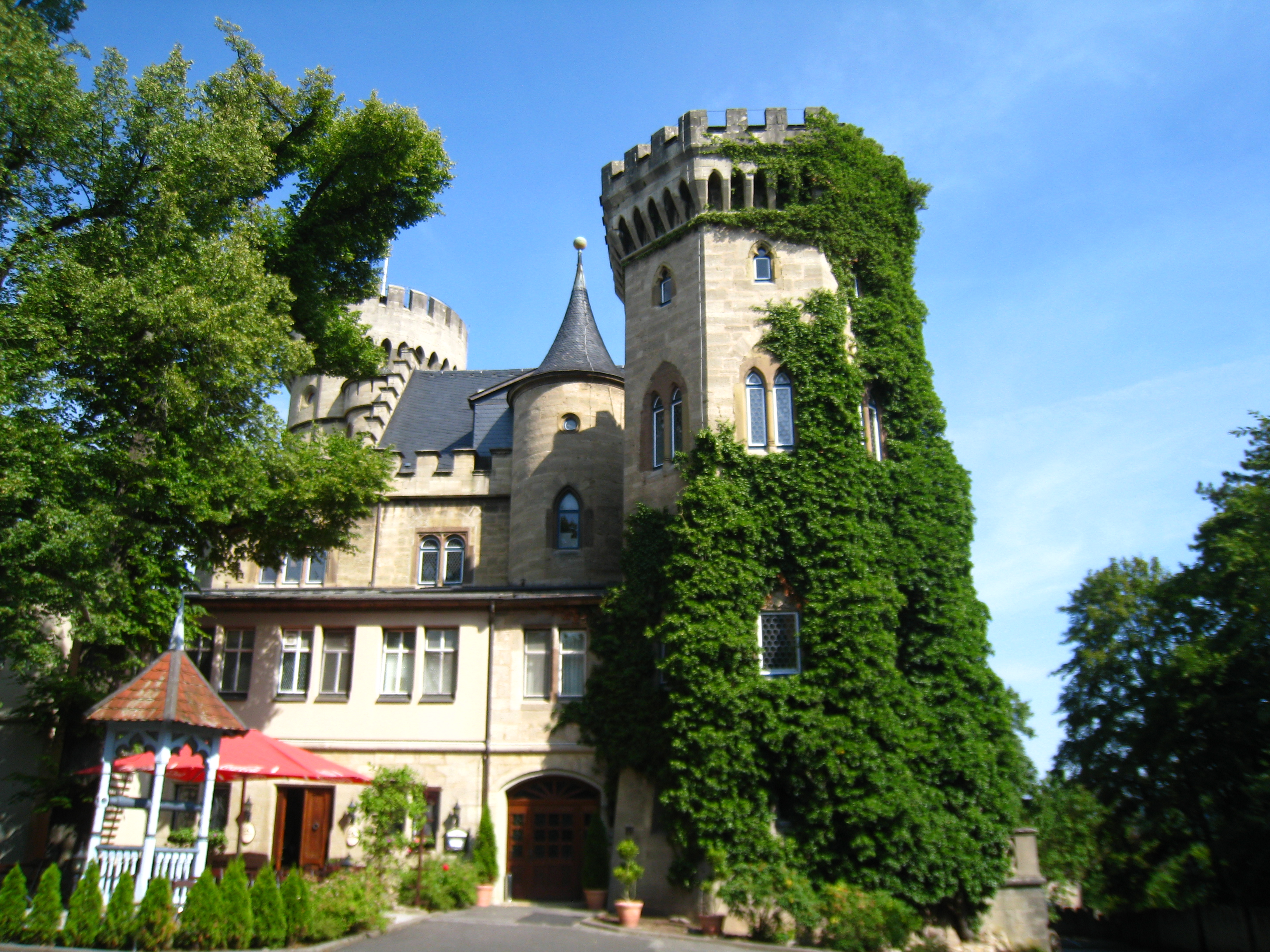
El patio de la fachada principal, que se convierte en un Biergarten en temporada alta.

En 2015, el castillo se puso a la venta por la casa de subastas Christie's, y en julio de 2016 fue vendido al consorcio chino New Silk Road Company. En otoño de 2017, el restaurante y después (ya a mediados de 2018) el castillo en su totalidad, iban a ser reabiertos como hotel de lujo, y en 2019 se anunciaron amplias medidas de modernización por los propietarios chinos. Sin embargo, hasta la fecha (2022) no se ha reinaugurado ningún establecimiento en el lugar, entre otros, también por la repercusión de la pandemia del COVID-19.
A principios de enero de 2020, se produjeron daños causados por la penetración de agua que pusieron en peligro la estructura del castillo. El distrito de Schmalkalden-Meiningen se encargó de los costes de saneamiento y del seguro. El ayuntamiento de Meiningen se ha esforzado desde entonces por transferir el castillo a la futura Fundación de Castillos de Alemania Central, prevista por los estados de Turingia y Sajonia-Anhalt. Sin embargo, precisamente un desacuerdo entre estos dos estados sobre los detalles de la fundación complica el traslado. Actualmente, un administrador designado por los propietarios reside en el castillo, ocupándose de todos los menesteres administrativos y cotidianos (siendo el único residente del lugar).
El castillo sigue siendo destino popular para filmaciones y fuente de imágenes que buscan un contexto romántico, histórico o de las leyendas medievales.